# Ideopsis gaura
Ideopsis gaura är en fjärilsart som beskrevs av Thomas Horsfield 1829. Ideopsis gaura ingår i släktet Ideopsis och familjen praktfjärilar. Inga underarter finns listade i Catalogue of Life.

## Bildgalleri

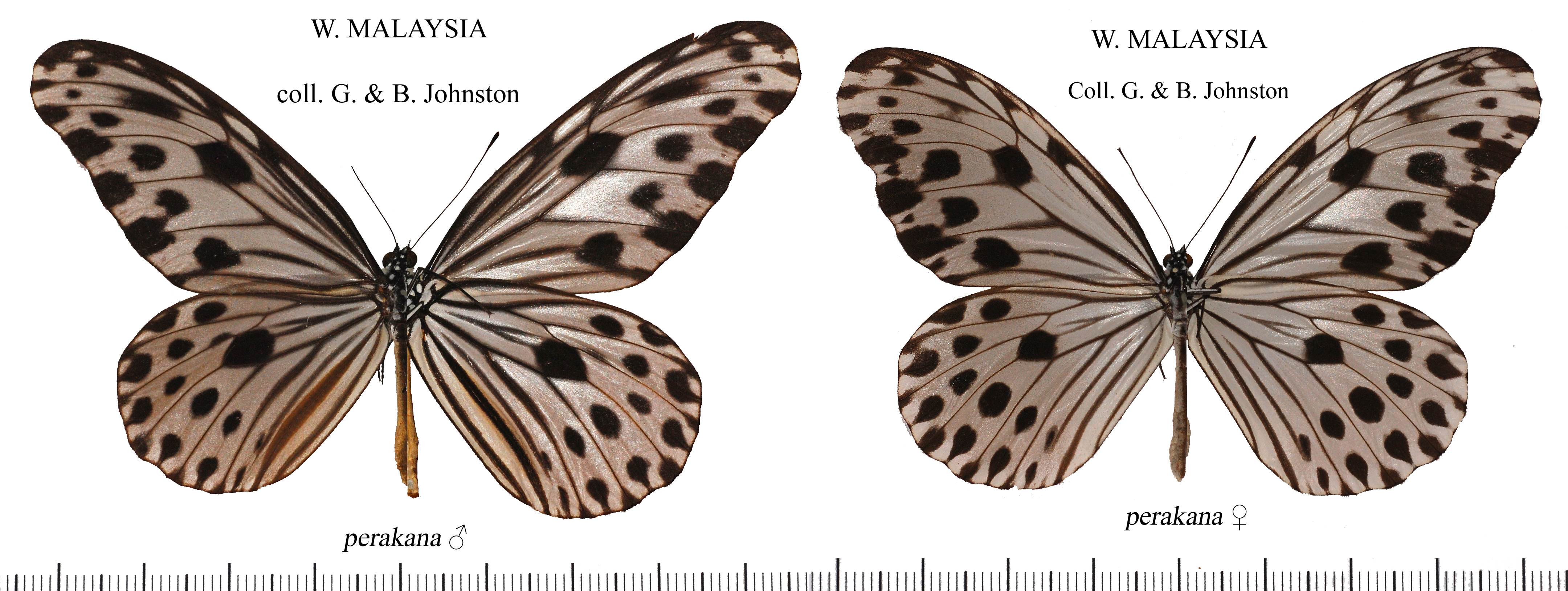
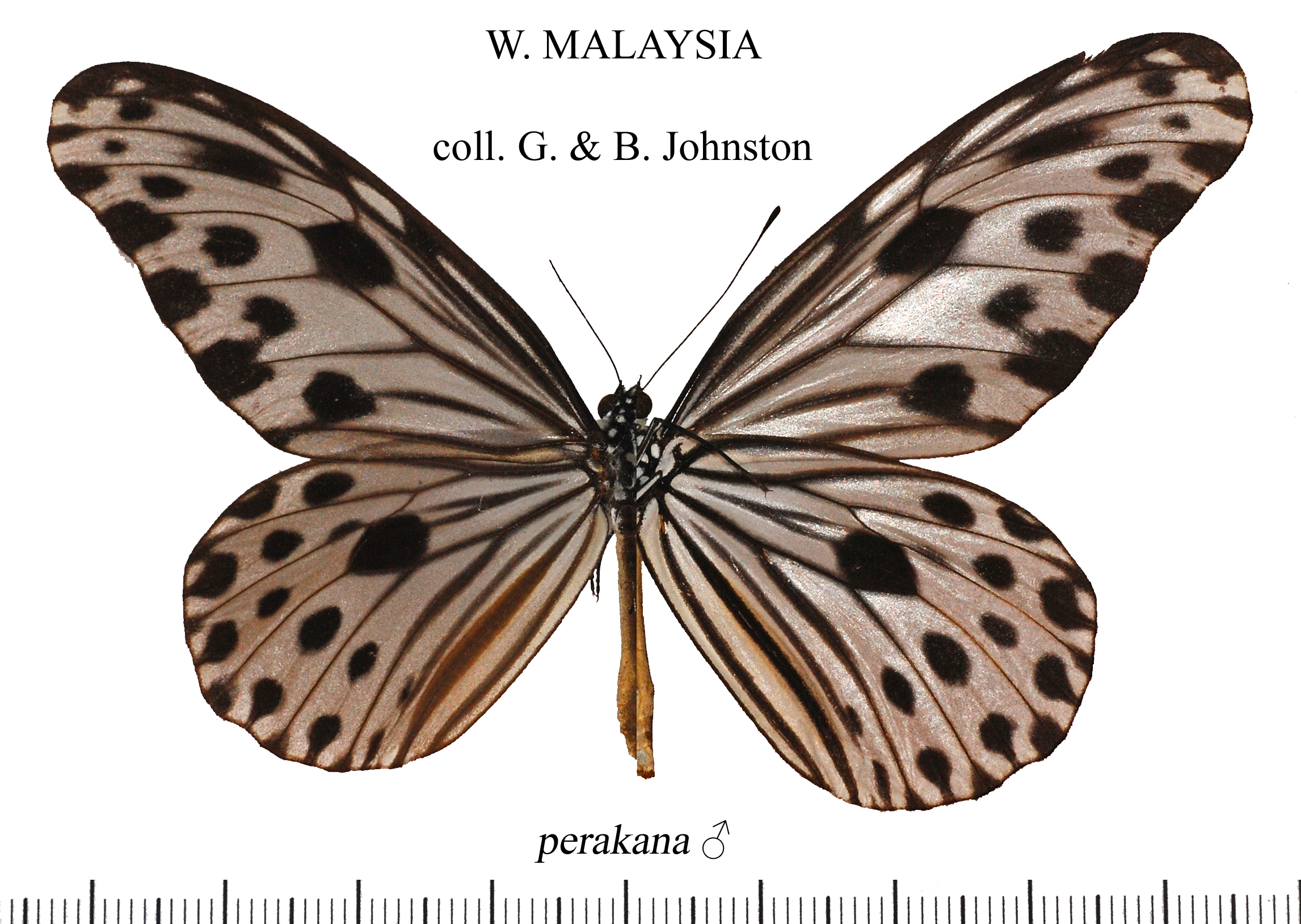